# Tom Trana

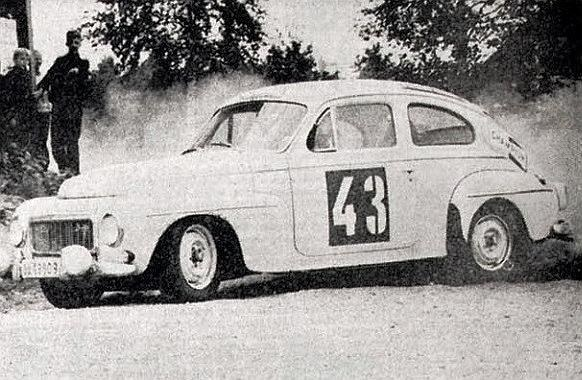
Tom Trana au rallye des 1000 lacs en 1963 (PV 544).

Tom Trana, né le 29 novembre 1937 à Kristinehamn et mort le 17 mai 1991, est un pilote de rallye suédois.

## Biographie
Tom Trana a commencé sa carrière de pilote de rallye dans les années 1950 en courant pour le garage PV-service, à Kristinehamn. Le succès a commencé avec une Volvo qui avait été préparée par cet atelier. Il fut ensuite recruté par l'usine Volvo pour défendre les couleurs de la marque. Sa fougue au volant lui valut d'être surnommé le Chevalier de l'Apocalypse.
Après la mort accidentelle de son copilote Gunnar Thermaenius au Gulf Rally en Angleterre et celles de deux mécaniciens lors du Rallye de l'Acropole 1966, Volvo se retira officiellement de la scène sportive pour une bonne dizaine d'années, mais supporta alors, quelquefois généreusement, plusieurs équipes privées.
Tom Trana bascula chez Saab en 1967, ce qui fut un relatif succès, avec une victoire au Rallye de Norvège cette année-là. Il gagna le Championnat de Suède des Rallyes en 1968. Il continua à courir avec Saab jusqu'en 1972, date à laquelle il raccrocha ses gants et son casque.

### Principaux résultats
1959
- Championnat de Suède des voitures de tourisme (classe), 2e position, sur Volvo PV 444

1960
- Midnattsolsrallyt, en Suède, 3e position, sur Volvo PV 444
- Championnat de Suède des voitures de tourisme, classe 1 600 cm3, 1re place, sur PV 444

1961
- Midnattsolsrallyt, en Suède, sur Volvo P1800, 2e position avant abandon
- Championnat de Suède des voitures de tourisme, classe 1 600 cm3, 1re place, sur PV 444

1963
- Rallye Bore, en Suède, sur Volvo 5e position
- Rallye d'Helsinki, en Finlande, sur Volvo 5e position
- Rallye des Tulipes, aux Pays-Bas, avec Mario Pavoni, sur Volvo 7e position[2]
- Rallye de l'Acropole, en Grèce, sur Volvo, dans le peloton de tête avant abandon
- Midnattsolsrallyt, en Suède avec Gunnar Andersson sur Volvo PV 544 4e position
- Rallye des 1000 Lacs (Jyväskylä), en Finlande avec Gunnar Andersson sur Volvo PV 544 2e position
- Rallye du RAC en Angleterre, sur Volvo PV 544 1re place[3]
- 6 heures du circuit de Brands Hatch, victoire de classe, Tom Trana / Carl Magnus Skogh, sur PV 544
- Trophée du circuit de Zandvort, Pays-Bas, victoire de classe, sur Volvo PV 544
- Grand Prix du Limbourg sur le circuit de Zolder, Belgique, victoire de classe, sur Volvo PV 544
- Championnat d'Europe des voitures de tourisme, 1re place ex aequo, sur PV 544

1964
- Rallye Monte-Carlo, sur Volvo PV 544 6e position (1er dans sa catégorie)[4]
- Hankirally en Finlande avec Gunnar Thermaenius, sur Volvo PV 544 1re place
- KNA Vinterrally en Norvège avec Gunnar Thermaenius, sur Volvo PV 544 1re place
- Rallye de l'Acropole, en Grèce avec Gunnar Thermaenius, sur Volvo PV 544 1re place[5]
- Midnattsolsrallyt (Rallye de Suède alors) en Suède[6] avec Gunnar Thermaenius, sur Volvo PV 544 1re place[7]
- Rallye du RAC en Angleterre avec Gunnar Thermaenius, sur Volvo PV 544 1re place
- Champion d'Europe des Rallyes, Volvo PV 544.

1965
- Rallye Bore en Suède avec Gunnar Thermaenius, sur Volvo 122S 4e position
- Rallye de Suède[8], avec Gunnar Thermaenius, sur Volvo PV 544 1re place
- Rallye Gulf en Angleterre avec Gunnar Thermaenius, sur Volvo, abandon sur accident (mort de Gunnar Thermaenius)
- Rallye de l'Acropole[9] abandon de toute l'équipe Volvo à la suite de la mort de deux mécaniciens
- Jämtrallyt en Suède, avec Gunnar Häggbom, sur Volvo 5e position
- Championnat de Suède des Rallyes 2e place
- Championnat du Monde des constructeurs Volvo Amazon 122S

1966
- Rallye de Suède Tom Trana / Sölve Andreasson, sur Volvo Amazon 3e position
- Rallye Monte-Carlo, Tom Trana / Sölve Andreasson, sur Volvo Amazon, 3e position
- Rallye Bore en Suède, sur Volvo Amazon 1re place
- Rallye des Tulipes, aux Pays-Bas, sur Volvo Amazon 4e de sa classe
- Rallye des 1000 Lacs Jyväskylä en Finlande, sur Volvo Amazon 2e position
- Jämtrallyt en Suède, sur Volvo Amazon 2e position
- Norgeslöpet en Norvège sur Volvo Amazon 1re place
- Sydrallyt en Suède, sur Volvo 2e position
- Rallye du RAC en Angleterre, Tom Trana / Sölve Andreasson sur Volvo Amazon 3e position
- Champion de Suède des Rallyes en groupe 2

1967
- Rallye de Suède  Volvo ?
- Rallye Bore en Suède sur Volvo Amazon 2e position
- Smålandsrallyt en Suède, sur Volvo 2e position

1969
- Rallye des 1000 Lacs en Finlande, avec  Sölve Andreasson, sur Saab 96 V4 2e position

1970
- Rallye de Suède avec Sölve Andreasson, sur Saab 96 V4 2e position
- Rallye d'Italie San Remo-Sestriere avec Sölve Andreasson, sur Saab 96 V4 2e position
- RAC en Angleterre avec Sölve Andreasson, sur Saab 96 V4 2e position

1971
- Rallye de Suède avec Sölve Andreasson, sur Saab 96 V4 3e position

1979
- Rallye de Suède avec Lars Billengren, sur Peugeot 504 Diesel 1re place Diesel